# Frida Sigfrids
Frida Sigfrids, född 8 april 1996 i Borgå, är en finländsk föreningsledare, medieprofil och politiker. Sigfrids fungerade som förbundsordförande för Svensk Ungdom i tre år samt är en aktiv kommunalpolitiker i Borgå. Hon är även som fullmäktigeledamot i Östra Nylands  välfärdsområde.
Sigfrids är barnbarn till tidigare riksdagsledamot Elly Sigfrids som även fungerat som ordförande för Svenska Kvinnoförbundet. 
Frida Sigfrids är politices kandidat från Åbo Akademi.

## Karriär

### Svenska folkpartiet
Sigfrids var kandidat i kommunalvalet 2017 där hon blev suppleant i stadsfullmäktige med sina 121 röster. Sigfrids var även medlem i byggnads- och miljönämnden i Borgå mellan åren 2017-2021. År 2021 kandiderade Sigfrids också i kommunalvalet i Borgå och fick totalt 379 röster. Efter valet har hon fungerat som stadsfullmäktigeledamot och medlem i stadsstyrelsen i Borgå. Samma år kandiderade hon också i välfärdsområdesvalet i Östra Nyland och samlade ihop 250 röster och fungerar nu som Svenska folkpartiets nationellt yngsta fullmäktigeledamot i ett välfärdsområde.
Frida Sigfrids var även kandidat i det finska riksdagsvalet år 2019 i Nylands valkrets för Svenska Folkpartiet i Finland, där hon samlade 779 röster. Hon ställde även upp i Europaparlamentsvalet 2019, där hon fick 1 735 röster. Hon var även kandidat i Riksdagsvalet 2023.
Inom Svenska folkpartiet har hon varit medlem i partiets fullmäktige mellan åren 2018–2019. Hon fungerade även som medlem i partistyrelsen från år 2019–2022. Under våren 2019 deltog Sigfrids även som en av Svenska folkpartiets regeringsförhandlare i gruppen "Turvallinen oikeusvaltio Suomi" samt som politisk sakkunnig.  

### Svensk Ungdom
Den femte maj 2019 valdes Sigfrids enhälligt till Svensk Ungdoms förbundsordförande på Svensk Ungdoms kongress i Kristinestad. Hon var det fram till 2022. Innan det har hon fungerat som förbundets vice ordförande i de två tidigare förbundsstyrelserna.

### Högskolepolitik
Sigfrids har även gjort högskolepolitik inom Åbo Akademis Studentkår där hon kandiderade i kårvalet både år 2015 och 2017. År 2018 fungerade hon som vice ordförande för Åbo Akademis studentkårens styrelse.

## Andra förtroendeuppdrag
Förutom sina förtroendeuppdrag inom Svenska folkpartiet är Sigfrids fullmäktigeledamot i Svenska Finlands Folkting efter ett lyckat resultat kommunalvalet år 2021. Sigfrids är även suppleant i Pohjola-Nordens styrelse sedan år 2021. Sigfrids är också förtroendevald inom Kommunförbundet där hon valdes in i Kommunförbundets Svenska Delegation år 2021.

Sigfrids var också medlem i Statens ungdomsråd mellan åren 2019–2022 som är ett av statsrådet tillsatt sakkunnigorgan för barn- och ungdomspolitik dit statsrådet kallar personer som är förtrogna med barns och ungdomars uppväxt- och levnadsförhållanden.
Sigfrids är förutom de tidigare nämnda också medlem i Svenska Kulturfondens Delegation sedan hösten 2018. Svenska kulturfonden delade ut 18,7 miljoner euro under våren 2019 under den allmänna utdelningen. År 2021 valdes Sigfrids till vice ordförande för Svenska Kulturfondens delegation och därmed deltar hon även aktivt i Svenska kulturfondens styrelsearbete. 
Förutom dessa uppdrag har hon också fungerat som styrelsemedlem i Svenska arkivföreningen 2019–2022 som upprätthåller ett arkiv för finlandssvenskt samhälleligt och kulturellt material.

## Övrigt
Utöver sitt aktiva engagemang i politiken och i olika föreningar är Sigfrids också kolumnist för tidningen Östnyland sedan år 2020.
Sigfrids är också en av författarna till boken "Borgå Profiler" som utgavs i oktober 2014 av Tore och Herdis Modeens stiftelse. Sigfrids har även medverkat i dokumentären "Ung politiker" som sändes på Yle Arenan och följde med två unga politikers valkampanj. Dokumentären sändes på Yle under våren 2018.
Sigfrids är även en aktiv idrottare. År 2015 sprang hon halv maraton i Wien.